# 俞嘉言
俞嘉言（1543年—？），字彰甫，號勝峰，浙江紹興府餘姚縣人，民籍，明朝政治人物。

## 生平
隆慶四年（1570年）庚午科浙江鄉試第八十三名舉人，五年（1571年）中式辛未科會試第一百十四名，三甲第一百二十八名進士。都察院觀政，授興寧縣知縣，六年（1572年）調進賢縣知縣，萬曆五年（1577年）升南京吏部主事，升郎中，丁憂。服闋，十三年（1585年）起為南京兵部郎中，同年出為蘇州府知府，十七年（1589年）調廣信府知府，二十年（1592年）謫長蘆鹽運司同知，二十一年（1593年）升高州府知府。

## 家族
曾祖俞公議；祖父俞偉；父俞天祥，母方氏。具慶下。